# Der Campus
Der Campus ist ein 1995 erschienener Universitätsroman von Dietrich Schwanitz. Der Autor zeichnet ein satirisch überspitztes Bild von Intrigen und Vetternwirtschaft an der Hamburger Universität und von der Vernichtung der Karriere eines angesehenen Hamburger Soziologie-Professors durch den Vorwurf des sexuellen Missbrauchs am Arbeitsplatz.
Die Universitätssatire war das erste belletristische Werk des Anglisten Schwanitz und machte ihn einer breiteren Öffentlichkeit bekannt. Vor allem nachdem die gleichnamige Verfilmung Der Campus unter der Regie von Sönke Wortmann 1998 in die Kinos gekommen war, wurde der Roman zum Bestseller. Ebenfalls 1998 veröffentlichte Schwanitz als eine Art Fortsetzung die Kriminalkomödie Der Zirkel.

## Handlung
Die Handlung entspricht von der Konzeption bis in eine Vielzahl von Einzelheiten und Ideen dem Vorbild Fegefeuer der Eitelkeiten von Tom Wolfe, das Schwanitz für Der Campus in das Hamburger Hochschulmilieu – mit gewissen Kürzungen und Zusammenfassungen – transponiert hat:
Hanno Hackmann, Professor für Kultursoziologie, hat eine Affäre mit Barbara Clauditz, einer seiner Studentinnen. Die Beziehung wird ihm zu heikel, da er befürchtet, wegen „Unzucht mit Abhängigen“ belangt zu werden, und er beschließt, sie zu beenden. Hackmann lässt sich zu einem letzten Beischlaf in seinem Büro hinreißen, wobei das Paar von Arbeitern auf einem Baugerüst beobachtet wird.
Einige Zeit später – inzwischen hat Barbara das Studium abgebrochen und will nun Schauspielerin werden – ruft die Leiterin des Studiengangs für Theater und Schauspielerei die Frauenbeauftragte der Universität an und berichtet von einer Studentin, die, nachdem sie auf der Bühne eine Vergewaltigungsszene gespielt habe, ihr unter Tränen gesagt habe, dass sie diese Situation in Wirklichkeit auch schon erlebt habe. Nun liege sie nach einem Nervenzusammenbruch in der psychiatrischen Abteilung des Krankenhauses. Daraufhin wird Bernd Weskamp, der Vorsitzende des Disziplinarausschusses, von der Frauenbeauftragten aufgefordert, dieser Sache nachzugehen.
Weskamp wird von dem unter politischem Druck stehenden Präsidenten der Universität gezwungen, eine Befragung des angeblichen Opfers durchzuführen. Bei der Befragung bestreitet Barbara Clauditz, dass es eine Vergewaltigung gegeben habe, weshalb Weskamp beschließt, den Fall abzuschließen.
Martin Sommer, ein junger Mitarbeiter der Zeitung JOURNAL, erhält über eine weitere universitätsinterne Geschichte Kenntnis vom „Vergewaltigungsfall“. Um der Sache Substanz zu geben, wird das Protokoll von Barbaras Befragung verfälscht. Ein entsprechender Artikel erscheint, eine aus Unikreisen gesteuerte Demonstration wird vom Fernsehen aufgebauscht, weitere Berichterstattung folgt, gefüttert mit Material aus den gleichen Unikreisen, wodurch der Präsident der Universität und somit auch Weskamp zunehmend unter den Druck von Öffentlichkeit und Medien geraten.
Als Hackmann in einem Gespräch mit Weskamp von diesem beiläufig erfährt, dass Barbara den Namen des Täters genannt habe, reagiert er panisch und lenkt so Weskamps Verdacht auf sich. Dieser erfährt, dass es Zeugen für die Vergewaltigung gebe, und entschließt sich, ein entschiedenes Vorgehen gegen Hackmann zur Förderung der eigenen Karriere zu nutzen.
Weskamp lädt Hackmann zu einer Anhörung vor dem großen Disziplinarausschuss vor, wo über die Einleitung eines Verfahrens diskutiert werden soll. Der Präsident hatte eine öffentliche Anhörung gewünscht, um sich als Kämpfer gegen sexuelle Belästigung und Nötigung zu profilieren. Zwar wird bei der Anhörung eine unterschriebene Aussage Barbaras vorgelegt, in der sie bekundet, es sei nur eine Affäre gewesen und eine Vergewaltigung habe nicht stattgefunden. Doch aufgrund falscher Schlüsse von Barbaras Ärztin und der Aussagen der Bauarbeiter, die nun eine eindeutige Vergewaltigung beobachtet haben wollen, hat Hackmann keine Chance mehr. Zum Ende der Anhörung, da sowieso schon alles verloren ist, klärt Hackmann die Anwesenden über die Korruption an der Universität und seine Opferrolle in dieser ganzen politischen Kampagne auf.

## Rezeption
Der Roman entwickelte sich in deutschsprachigen Ländern zu einem Bestseller mit über 500.000 verkauften Exemplaren in den ersten 14 Jahren nach seinem Erscheinen und wurde zudem auch erfolgreich verfilmt.
Im Feuilleton wurde der Roman weitgehend positiv beurteilt, hervorgehoben wurde dabei insbesondere, dass er geistreich und unterhaltsam geschrieben sei und durch seine genaue Milieukenntnis besteche. Im literarischen Quartett bewerteten alle vier Literaturkritiker das Buch als lesenswert. Gelobt wurde auch hier die kenntnisreiche satirische Darstellung des Universitätsmilieus und der unterhaltsame und geistreiche Stil. Der Roman wurde mit den Werken des britischen Autors David Lodge verglichen und als eine gelungene Umsetzung des englischen Genres der campus novel ins Deutsche angesehen. Allerdings wurde auch kritisiert, dass die satirische Darstellung an einigen Stellen überzogen wirke, insbesondere bei der Beschreibung der weiblichen Charaktere.
Der Sozialwissenschaftler und Politologe Simon Möller sieht Schwanitz’ Roman als Teil eines antifeministischen Backlash, genauer gesagt als Teil einer Welle gegen „politische Korrektheit“ und Feminismus gerichteter Werke mit dem Ziel, den Feminismus zu stigmatisieren und emanzipatorische Bestrebungen lächerlich zu machen oder zur Gefahr zu stilisieren. In Der Campus werde „politische Korrektheit“ und das, was Schwanitz darunter verstehe, nämlich vor allem Feminismus und Emanzipation, als zentrales Problem (nicht nur) der Universitäten dargestellt. Der Campus konstruiere das Feindbild eines übermächtigen, sexfeindlichen und „politisch korrekten“ Feminismus an den Universitäten, wobei eine Frauenbeauftragte mit sämtlichen gängigen antifeministischen Klischees ausgestattet werde. Hackmann, der Professor aus Der Campus, fühle sich als Opfer eines hegemonialen Feminismus und ziehe am Ende des Romans das Resümee, die Universität werde von „Hilfsbütteln der Gesinnungspolizei“ und einem „Haufen Feministinnen und Fundamentalisten“ regiert.

## Ausgaben
- Erstausgabe: Der Campus. Roman. Eichborn, Frankfurt am Main 1995, ISBN 3-8218-0391-6
- Taschenbuch: Der Campus. Roman. Goldmann, München 1996, ISBN 3-442-43349-5. Neuausgabe 2005, ISBN 3-442-45835-8

Außerdem erschienen Buchgemeinschafts-Lizenzausgaben der Büchergilde Gutenberg und des Bertelsmann-Clubs.
- Hörbuch: Der Campus. Gelesen von Christian Baumann. Der Hörverlag, München 1998, ISBN 3-89584-473-X
- Verfilmung: Der Campus. 123 min. Deutschland 1998. Regie: Sönke Wortmann, Drehbuch: Dietrich Schwanitz, Produktion: Bernd Eichinger, Verleih: Constantin Film. Starlight Video 22588.

### Allgemeines
- Victoria Stachowicz: Die Selbstthematisierung des wissenschaftlichen Milieus in der deutschen Literatur des 20. Jahrhunderts, Dissertation, Wuppertal 2001, S. 28–69
- F. W. Bernstein: Schmalz cum laude. Polierter Schund von Dietrich Schwanitz. In: Jürgen Roth und Klaus Bittermann (Hrsg.): Sorge dich nicht, lese! Siebenunddreißig Glossen gegen den Bestseller. Berlin 1997, S. 44–48.
- Osman Durrani: The Campus and its Novel. Dietrich Schwanitz's Literary Exploration of German University Life. In: Susanne Stark: The Novel in Anglo-German Context. Rodopi, 2000, S. 425–436 (Auszug (Google))

### Rezensionen
- Friedmar Apel: Dem Grauen entbunden. Weltneuheit: ein lustiger Roman aus der deutschen Universität. In: Frankfurter Allgemeine Zeitung. 31. März 1995
- Franziska Frank: Saatgrund. Dietrich Schwanitz: Der Campus. In: Süddeutsche Zeitung. 15./16./17. April 1995
- Eva Leipprand: Lodernder Irrsinn. Dietrich Schwanitz' Campus-Roman. In: Neue Zürcher Zeitung. 11./12. März 1995
- Christine Pries: Die Hosen des Herrn Hackmann. Dietrich Schwanitz gibt sein Romandebüt: „Der Campus“. In: Frankfurter Rundschau. 8. Juni 1995
- Der Campus. Hamburger Abendblatt, 26. August 2009